# Cebrio pubicornis
Cebrio pubicornis é uma espécie de insetos coleópteros polífagos pertencente à família Elateridae.
A autoridade científica da espécie é Fairmaire, tendo sido descrita no ano de 1869.
Trata-se de uma espécie presente no território português.